# Nicella flabellata
Nicella flabellata is een zachte koraalsoort uit de familie Ellisellidae. De koraalsoort komt uit het geslacht Nicella. Nicella flabellata werd in 1897 voor het eerst wetenschappelijk beschreven door Whitelegge. 